# Тверская академическая областная филармония
Тверская академическая областная филармония (ТАОФ) — академическая областная филармония, расположенная в Твери, государственное областное учреждение культуры.

## Труппа
Коллективы Тверской академической областной филармонии:
- Губернаторский камерный оркестр «Российская камерата», лауреат премии ЦФО
- Губернаторский камерный хор «Русский партес», лауреат премии ЦФО, лауреат Международного конкурса
- Театр танца «Let`s dance», лауреат Международного конкурса
- Квинтет «NO INDIFFERENCE»

Исполнители Тверской академической областной филармонии:
- Галина Петрова, заслуженная артистка России, режиссёр-постановщик, чтец, мастер художественного слова
- Андрей Кружков, дипломант международных конкурсов, лауреат Премии Губернатора Тверской области, главный дирижер камерного оркестра «Российская камерата», камерного хора «Русский партес»
- Валерий Кулешов, лауреат международных конкурсов, заслуженный артист России, фортепиано
- Татьяна Сергеева, заслуженный деятель искусств России, лауреат премии им. Д.Шостаковича, орган
- Сергей Тарасов, лауреат международных конкурсов, фортепиано
- Максим Сальников, лауреат международных конкурсов, баян
- Ольга Орлова, лауреат международных конкурсов, фортепиано
- Татьяна Скворцова, заслуженная артистка России, лауреат Премии Центрального федерального округа, сопрано
- Владимир Байков, лауреат международных конкурсов, лауреат премии Фонда Ирины Архиповой, бас-баритон
- Вадим Тирон, народный артист России, баритон
- Виктор Сухов, заслуженный артист России, тенор, гитара
- Ирина Гефеле, заслуженная артистка России, домра
- Галина Шумилкина
- Джон Шенгелия
- Владимир Федоров

## Награды
- Благодарность Президента Российской Федерации (16 декабря 2011 года) — за большой вклад в развитие отечественного музыкального искусства и активную культурно-просветительскую деятельность[1];